# Super (Pet-Shop-Boys-Album)
Super ist das dreizehnte Studioalbum des britischen Pop-Duos Pet Shop Boys. Es erschien am 1. April 2016 und ist das zweite Album von Neil Tennant und Chris Lowe, das auf ihrem eigenen Label „x2“ herausgegeben wurde. Produziert wurde es, wie das Vorgängeralbum Electric, von Stuart Price.

## Geschichte
Das Album wurde ab November 2014 in Berlin, London und Los Angeles aufgenommen. Am 21. Januar 2016 erschien als erste Veröffentlichung des Albums Inner Sanctum; als erste reguläre Single wurde jedoch das Lied The Pop Kids am 18. März 2016 veröffentlicht. Im Rahmen der Album-Veröffentlichung sowie des dreißigjährigen Jubiläums des ersten Albums der Band (Please), spielten die Pet Shop Boys im Juli 2016 (20.–23. Juli) vier ausverkaufte Konzerte im Royal Opera House in London.

## Rezeption
Das Album wurde von der Kritik insgesamt positiv aufgenommen und hält einen Metascore von 75 auf Metacritic (Stand: 3. Dezember 2016). So urteilte z. B. Sven Kabelitz auf laut.de:
"Trotz des Verzichts der üblichen Herangehensweise der Pet Shop Boys, auf ein Album gerne einen stilistischen Gegenentwurf zum Vorgänger folgen zu lassen, funktioniert auch die zweite Runde im 'Electric'-Karussell mit Schiffschaukelbremser Suart Price prächtig. [...] [Es] gilt weiterhin: Elefantastisch. Galaxomaßig. Dufte. Knorke. Schnieke. Toll. Gediegen. Premium. Bestens. Schnafte. Beeindruckend. Geil. Feinifein. [...] Großartig. Ultra. Super. Pet Shop Boys."

## Titelliste
1. Happiness a – 4:04
2. The Pop Kids a – 3:55
3. Twenty-something a – 4:22
4. Groovy a – 3:29
5. The Dictator Decides a – 4:50
6. Pazzo! a – 2:44
7. Inner Sanctum a – 4:18
8. Undertow a – 4:15
9. Sad Robot World a – 3:18
10. Say It To Me b – 3:08
11. Burn a – 3:53
12. Into Thin Air a – 4:17

Die Titel wurden geschrieben von: